# 258
258 (CCLVIII) var ett normalår som började en fredag i den julianska kalendern.

## Händelser

### Okänt datum
- Goterna härjar Mindre Asien och Trabzon.
- Gallien, Britannien och Spanien bryter sig loss från det Romerska riket för att bilda det Galliska riket.
- Andelen silver i romerska mynt faller till under 10 procent.
- Ett andra kejserligt edikt förbjuder kristendomen i Romarriket. Detta edikt indelar kristna i fyra kategorier: präster, som skall avrättas; senatorer och equestrier, som skall fråntas sin ställning och få sin egendom beslagtagen; nunnor, som ska skickas i exil; och kejserliga tjänstemän, som skall dömas till straffarbete.
- Cyprianus, biskopen av Kartago, dör martyrdöden genom halshuggning.
- Sun Xiu efterträder Sun Liang som härskare av det kinesiska kungariket Wu.
- Nanjings universitet grundas i kinesiska Nanjing.

## Födda
- Jin Huidi, kinesisk kejsare (född omkring detta år)

## Avlidna
- 6 augusti – Sixtus II, kristen martyr och helgon, påve sedan 257
- 10 augusti – Sankt Lars, kristen martyr och helgon
- 14 september – Thascius Caecilius Cyprianus, biskop av Karthago, kyrkofader, helgon
- Novatianus, motpåve sedan 251
- Zhuge Dan, släkting till Zhuge Liang som har gjort uppror mot det kinesiska kungariket Wei